# Ozarba isocampta
Ozarba isocampta là một loài bướm đêm trong họ Noctuidae.